# Oneida and Western Transportation
Die Oneida & Western Transportation Company (AAR-reporting mark: OWTX) war ein Schienenfahrzeughalter in den Vereinigten Staaten von Amerika, der Kohletransporte der Shamrock Coal Company auf Strecken der Louisville and Nashville Railroad, Seaboard System Railroad und CSX Transportation organisierte. Shamrock Coal besaß und betrieb so als einer von wenigen amerikanischen Bergbaubetrieben nicht nur eigene Güterwagen, sondern auch eigene Lokomotiven für den Langstreckentransport.

## Geschichte
Ab Ende der 1960er-Jahre nahmen die Bahntransporte von Steinkohle aus Bergwerken in den Appalachen sowohl nach Masse als auch nach Wegstrecke deutlich zu, nachdem in den südlichen und östlichen Bundesstaaten zahlreiche Kohlekraftwerke neu errichtet wurden. So stieg die Menge der an Strecken der Louisville and Nashville Railroad (L&N) in Kentucky, Tennessee und West Virginia verladenen Kohle in den 1970er-Jahren in einem Maße, auf das die Bahngesellschaft nicht vorbereitet war. Die Bereitstellung von leeren Güterwagen und deren Abholung war häufig unzuverlässig und verspätet; der Zustand von Infrastruktur und Material schlecht. Eine in der zweiten Hälfte der 1970er-Jahre bei der Interstate Commerce Commission (ICC) beantragte und 1979 genehmigte Erhöhung der fixierten L&N-Frachtraten um 22 % stieß entsprechend auf die Ablehnung der Verlader.
Eine Klausel in den ICC-Festlegungen erlaubte jedoch die Berechnung niedrigerer Raten, wenn ein Verlader eigene Fahrzeuge bereitstellte. Die Shamrock Coal Company, Betreiber mehrerer Minen in Kentucky und Tennessee, schlug der L&N daher Ende der 1970er-Jahre eine derartige Vereinbarung vor – wobei Shamrock Coal nicht nur Güterwagen, sondern als Novum komplette Züge einschließlich Diesellokomotiven und Cabooses bereitstellen würde. Die L&N stimmte dem Vorschlag zu, woraufhin Shamrock Coal eine Tochtergesellschaft für die Bahntransporte gründete und bei der Association of American Railroads (AAR) registrierte. Auf Initiative des Shamrock Coal-Eigentümers B. Ray Thompson wurde diese in Anlehnung an die frühere Oneida & Western Railroad (O&W), die Thompson aus seiner Jugend bekannt war, Oneida & Western Transportation (OWTX) genannt.
Die OWTX beschaffte acht neue Diesellokomotiven des Typs EMD SD40-2 bei EMD, 144 Güterwagen mit je 100 t Ladekapazität bei Youngstown Steel und zwei Cabooses bei der International Car Company. Alle Fahrzeuge wurden in den Kennfarben von Shamrock Coal, zwei Grüntönen, lackiert und Ende 1979 in Betrieb genommen. Sie waren fortan in zwei dediziert für Shamrock Coal zusammengestellten Ganzzügen zwischen Manchester im Südosten Kentuckys und einem Kraftwerk der South Carolina Electric & Gas Company östlich von Columbia in South Carolina im Einsatz. Die L&N führte die Züge mit eigenem Personal, während OWTX die Fahrzeuge stellte und Shamrock Coal als Spedition agierte und dabei auch die Fahrtroute beeinflusste. Nachdem die L&N zunächst teilweise eine Streckenführung über die Hauptstrecke ihrer Tochtergesellschaft Clinchfield Railroad durch North Carolina wählte, forderte Shamrock Coal ab Anfang der 1980er-Jahre vorrangig eine Führung über Knoxville und Atlanta, da dort eine höhere Pünktlichkeit erzielt werde.
Diese Partnerschaft um OWTX wurde auch nach der Fusion der L&N mit der Seaboard Coast Line Railroad zur Seaboard System Railroad (SBD) im Jahr 1982 beibehalten. 1987, zeitgleich mit der Neuorganisation der SBD zu CSX Transportation, schloss die zwischenzeitlich an die Sun Company verkaufte Shamrock Coal jedoch einen neuen Transportvertrag mit der SBD bzw. CSX. Da mit Verabschiedung des Staggers Rail Acts seit Ende 1980 Frachtraten frei verhandelt werden konnten und die Transportmenge zudem über die Kapazität des OWTX-Materials vergrößert werden sollte, wurde die Bereitstellung eigener Fahrzeuge beendet. Die OWTX leitete daher ihre Liquidation ein und verkaufte ihre Diesellokomotiven an die British Columbia Railway sowie die Güterwagen an eine Leasinggesellschaft.